# Tajlandia na Letnich Igrzyskach Olimpijskich 2016
Tajlandia na Letnich Igrzyskach Olimpijskich 2016 – występ kadry sportowców reprezentujących Tajlandię na igrzyskach olimpijskich w Rio de Janeiro. Reprezentacja liczyła 54 zawodników – 26 mężczyzn i 28 kobiet.
Był to szesnasty start reprezentacji Tajlandii na letnich igrzyskach olimpijskich.

## Zdobyte medale
| Medal  | Zawodnik               | Dyscyplina           | Konkurencja   | Rezultat                                                                          | Data        | Źródło               |
| ------ | ---------------------- | -------------------- | ------------- | --------------------------------------------------------------------------------- | ----------- | -------------------- |
| Złoto  | Sopita Tanasan         | Podnoszenie ciężarów | waga do 48 kg | 200 kg                                                                            | 6 sierpnia  | [ 2 ] [ 3 ] [ 4 ]    |
| Złoto  | Sukanya Srisurat       | Podnoszenie ciężarów | waga do 58 kg | 240 kg                                                                            | 8 sierpnia  | [ 2 ] [ 5 ] [ 6 ]    |
| Srebro | Pimsiri Sirikaew       | Podnoszenie ciężarów | waga do 58 kg | 232 kg                                                                            | 8 sierpnia  | [ 2 ] [ 5 ] [ 6 ]    |
| Srebro | Tawin Hanprab          | Taekwondo            | waga do 58 kg | W finale przegrał z reprezentantem Chin Zhao Shuai 4:6                            | 17 sierpnia | [ 7 ] [ 8 ] [ 9 ]    |
| Brąz   | Sinphet Kruaithong     | Podnoszenie ciężarów | waga do 56 kg | 289 kg                                                                            | 7 sierpnia  | [ 2 ] [ 10 ] [ 11 ]  |
| Brąz   | Panipak Wongpattanakit | Taekwondo            | waga do 49 kg | W pojedynku o brązowy medal wygrała z reprezentantką Meksyku Itzel Manjarrez 15:3 | 17 sierpnia | [ 12 ] [ 13 ] [ 14 ] |

## Reprezentanci

### Badminton
Mężczyźni
| Zawodnik        | Konkurencja             | Faza grupowa                 | Faza grupowa                        | Faza grupowa | 1/8              | Ćwierćfinał      | Półfinał         | Finał/BM         | Finał/BM | Źródło               |
| Zawodnik        | Konkurencja             | Przeciwnik Wynik             | Przeciwnik Wynik                    | Miejsce      | Przeciwnik Wynik | Przeciwnik Wynik | Przeciwnik Wynik | Przeciwnik Wynik | Miejsce  | Źródło               |
| --------------- | ----------------------- | ---------------------------- | ----------------------------------- | ------------ | ---------------- | ---------------- | ---------------- | ---------------- | -------- | -------------------- |
| Boonsak Ponsana | gra pojedyncza mężczyzn | Axelsen P 0-2 (14-24, 13-21) | Lee D-k W 2-1 (21-19, 17-21, 21-16) | 2.           | NQ               | NQ               | NQ               | NQ               | NQ       | [ 15 ] [ 16 ] [ 17 ] |

Kobiety
| Zawodniczka                                 | Konkurencja           | Faza grupowa                      | Faza grupowa                             | Faza grupowa                        | Faza grupowa | 1/8                            | Ćwierćfinał             | Półfinał            | Finał/BM            | Finał/BM | Źródło               |
| Zawodniczka                                 | Konkurencja           | Przeciwniczka Wynik               | Przeciwniczka Wynik                      | Przeciwniczka Wynik                 | Miejsce      | Przeciwniczka Wynik            | Przeciwniczka Wynik     | Przeciwniczka Wynik | Przeciwniczka Wynik | Miejsce  | Źródło               |
| ------------------------------------------- | --------------------- | --------------------------------- | ---------------------------------------- | ----------------------------------- | ------------ | ------------------------------ | ----------------------- | ------------------- | ------------------- | -------- | -------------------- |
| Porntip Buranaprasertsuk                    | gra pojedyncza kobiet | Chen H-y W 2-0 (21-14, 21-15)     | Foo Kune W 2-0 (21-7, 21-18)             | —                                   | 1. Q         | Ulitina W 2-0 (21-14, 21-16)   | Li P 0-2 (12-21, 17-21) | NQ                  | NQ                  | NQ       | [ 18 ] [ 19 ] [ 20 ] |
| Ratchanok Intanon                           | gra pojedyncza kobiet | Sung J-h W 2-0 (21-14, 21-13)     | Yip P Y W 2-0 (21-18, 21-12)             | —                                   | 1. Q         | Yamaguchi P 0-2 (19-21, 16-21) | NQ                      | NQ                  | NQ                  | NQ       | [ 21 ] [ 20 ] [ 19 ] |
| Puttita Supajirakul Sapsiree Taerattanachai | gra podwójna kobiet   | Muskens Piek P 0-2 (13-21, 20-22) | Matsutomo Takahashi P 0-2 (15-21, 15-21) | Gutta Ponnappa W 2-0 (21-17, 21-15) | 3.           | —                              | NQ                      | NQ                  | NQ                  | NQ       | [ 22 ] [ 23 ] [ 24 ] |

Mikst
| Zawodnicy                       | Konkurencja | Faza grupowa                          | Faza grupowa                      | Faza grupowa                        | Faza grupowa | 1/8               | Ćwierćfinał       | Półfinał          | Finał/BM          | Finał/BM | Źródło        |
| Zawodnicy                       | Konkurencja | Przeciwnicy Wynik                     | Przeciwnicy Wynik                 | Przeciwnicy Wynik                   | Miejsce      | Przeciwnicy Wynik | Przeciwnicy Wynik | Przeciwnicy Wynik | Przeciwnicy Wynik | Miejsce  | Źródło        |
| ------------------------------- | ----------- | ------------------------------------- | --------------------------------- | ----------------------------------- | ------------ | ----------------- | ----------------- | ----------------- | ----------------- | -------- | ------------- |
| Bodin Issara Savitree Amitrapai | mikst       | Chan P S Goh L Y P 0-2 (13-21, 13-21) | Ahmad Natsir P 0-2 (11-21, 13-21) | Middleton Choo W 2-0 (21-13, 21-18) | 3.           | —                 | NQ                | NQ                | NQ                | NQ       | [ 25 ] [ 26 ] |

### Boks
Mężczyźni
| Zawodnik        | Konkurencja          | 1/16             | 1/8              | Ćwierćfinał      | Półfinał         | Finał            | Finał   | Źródło               |
| Zawodnik        | Konkurencja          | Przeciwnik Wynik | Przeciwnik Wynik | Przeciwnik Wynik | Przeciwnik Wynik | Przeciwnik Wynik | Miejsce | Źródło               |
| --------------- | -------------------- | ---------------- | ---------------- | ---------------- | ---------------- | ---------------- | ------- | -------------------- |
| Chatchai Butdee | waga kogucia         | Ashfaq W 3-0     | Nikitin P 1-2    | NQ               | NQ               | NQ               | 9.      | [ 27 ] [ 28 ] [ 29 ] |
| Amnat Ruenroeng | waga lekka           | Perrin W 3-0     | Oumiha P TKO     | NQ               | NQ               | NQ               | 9.      | [ 30 ] [ 31 ] [ 32 ] |
| Wuttichai Masuk | waga lekkopółśrednia | BYE              | Russell P 1-2    | NQ               | NQ               | NQ               | 9.      | [ 33 ] [ 34 ] [ 35 ] |
| Sailom Adi      | waga półśrednia      | Kastramin W 3-0  | Czamow W3-0      | Cissokho P 0-3   | NQ               | NQ               | 5.      | [ 36 ] [ 37 ] [ 38 ] |

Kobiety
| Zawodniczka       | Konkurencja | 1/8                 | Ćwierćfinał         | Półfinał            | Finał               | Finał   | Źródło               |
| Zawodniczka       | Konkurencja | Przeciwniczka Wynik | Przeciwniczka Wynik | Przeciwniczka Wynik | Przeciwniczka Wynik | Miejsce | Źródło               |
| ----------------- | ----------- | ------------------- | ------------------- | ------------------- | ------------------- | ------- | -------------------- |
| Peamwilai Laopeam | waga musza  | BYE                 | Valencia P 0-3      | NQ                  | NQ                  | 5.      | [ 39 ] [ 40 ] [ 41 ] |

### Golf
| Zawodnik             | Konkurencja | Runda 1 | Runda 2 | Runda 3 | Runda 4 | Razem  | Razem       | Razem   | Źródło               |
| Zawodnik             | Konkurencja | Punkty  | Punkty  | Punkty  | Punkty  | Punkty | Poniżej par | Pozycja | Źródło               |
| -------------------- | ----------- | ------- | ------- | ------- | ------- | ------ | ----------- | ------- | -------------------- |
| Kiradech Aphibarnrat | mężczyźni   | 71      | 69      | 69      | 67      | 276    | −8          | =5.     | [ 42 ] [ 43 ] [ 44 ] |
| Thongchai Jaidee     | mężczyźni   | 70      | 75      | 67      | 67      | 279    | −5          | =15.    | [ 42 ] [ 43 ] [ 44 ] |
| Ariya Jutanugarn     | kobiety     | 65      | 71      | WD      | WD      | 136    | −6          | DNF     | [ 45 ] [ 46 ] [ 47 ] |
| Pornanong Phatlum    | kobiety     | 71      | 72      | 69      | 71      | 283    | −1          | =25.    | [ 45 ] [ 46 ] [ 47 ] |

### Judo
Mężczyźni
| Zawodnik        | Konkurencja | 1/16             | 1/8              | Ćwierćfinał      | Półfinał         | Repasaże         | Finał/BM         | Finał/BM | Źródło               |
| Zawodnik        | Konkurencja | Przeciwnik Wynik | Przeciwnik Wynik | Przeciwnik Wynik | Przeciwnik Wynik | Przeciwnik Wynik | Przeciwnik Wynik | Pozycja  | Źródło               |
| --------------- | ----------- | ---------------- | ---------------- | ---------------- | ---------------- | ---------------- | ---------------- | -------- | -------------------- |
| Kunathip Yea-on | + 100 kg    | Natea P 000-100  | NQ               | NQ               | NQ               | NQ               | NQ               | 33.      | [ 48 ] [ 49 ] [ 50 ] |

### Kolarstwo

#### Kolarstwo BMX
| Zawodniczka | Konkurencja | Eliminacje | Eliminacje | Półfinał | Półfinał | Finał | Finał   | Źródło        |
| Zawodniczka | Konkurencja | Wynik      | Miejsce    | Punkty   | Miejsce  | Wynik | Miejsce | Źródło        |
| ----------- | ----------- | ---------- | ---------- | -------- | -------- | ----- | ------- | ------------- |
| Amanda Carr | kobiety     | 36,464     | 13.        | 18       | 6.       | NQ    | NQ      | [ 51 ] [ 52 ] |

#### Kolarstwo szosowe
Kobiety
| Zawodniczka       | Konkurencja                | Czas | Miejsce | Źródło               |
| ----------------- | -------------------------- | ---- | ------- | -------------------- |
| Jutatip Maneephan | wyścig ze startu wspólnego | DNF  | DNF     | [ 53 ] [ 54 ] [ 55 ] |

### Lekkoatletyka
Mężczyźni
| Zawodnik          | Konkurencja | Finał   | Finał   | Źródło               |
| Zawodnik          | Konkurencja | Wynik   | Miejsce | Źródło               |
| ----------------- | ----------- | ------- | ------- | -------------------- |
| Boonthung Srisung | maraton     | 2:37:56 | 133.    | [ 56 ] [ 57 ] [ 58 ] |

Kobiety
| Zawodniczka            | Konkurencja | Finał   | Finał   | Źródło               |
| Zawodniczka            | Konkurencja | Wynik   | Miejsce | Źródło               |
| ---------------------- | ----------- | ------- | ------- | -------------------- |
| Jane Vongvorachoti     | maraton     | 2:47:27 | 91.     | [ 59 ] [ 60 ] [ 61 ] |
| Natthaya Thanaronnawat | maraton     | 3:11:31 | 130.    | [ 59 ] [ 60 ] [ 61 ] |

| Zawodniczka      | Konkurencja  | Eliminacje | Eliminacje | Finał    | Finał   | Źródło               |
| Zawodniczka      | Konkurencja  | Rezultat   | Miejsce    | Rezultat | Miejsce | Źródło               |
| ---------------- | ------------ | ---------- | ---------- | -------- | ------- | -------------------- |
| Subenrat Insaeng | rzut dyskiem | 56,64      | 24.        | NQ       | NQ      | [ 62 ] [ 63 ] [ 64 ] |

### Łucznictwo
Mężczyźni
| Zawodnik          | Konkurencja   | Runda rankingowa | Runda rankingowa | 1/32             | 1/16             | 1/8              | Ćwierćfinał      | Półfinał         | Finał/BM         | Finał/BM | Źródło               |
| Zawodnik          | Konkurencja   | Punkty           | Rozstawienie     | Przeciwnik Wynik | Przeciwnik Wynik | Przeciwnik Wynik | Przeciwnik Wynik | Przeciwnik Wynik | Przeciwnik Wynik | Pozycja  | Źródło               |
| ----------------- | ------------- | ---------------- | ---------------- | ---------------- | ---------------- | ---------------- | ---------------- | ---------------- | ---------------- | -------- | -------------------- |
| Witthaya Thamwong | indywidualnie | 655              | 41.              | Gantögs W 7-3    | Wei C-h W 6-5    | Valladont P 0-6  | NQ               | NQ               | NQ               | 9.       | [ 65 ] [ 66 ] [ 67 ] |

### Pływanie
Mężczyźni
| Zawodnik         | Konkurencja             | Eliminacje | Eliminacje | Półfinał | Półfinał | Finał | Finał   | Źródło               |
| Zawodnik         | Konkurencja             | Czas       | Miejsce    | Czas     | Miejsce  | Czas  | Miejsce | Źródło               |
| ---------------- | ----------------------- | ---------- | ---------- | -------- | -------- | ----- | ------- | -------------------- |
| Radomyos Matjiur | 100 m stylem klasycznym | 1:02,36    | 37.        | NQ       | NQ       | NQ    | NQ      | [ 68 ] [ 69 ] [ 70 ] |

Kobiety
| Zawodniczka          | Konkurencja           | Eliminacje | Eliminacje | Półfinał | Półfinał | Finał | Finał   | Źródło               |
| Zawodniczka          | Konkurencja           | Czas       | Miejsce    | Czas     | Miejsce  | Czas  | Miejsce | Źródło               |
| -------------------- | --------------------- | ---------- | ---------- | -------- | -------- | ----- | ------- | -------------------- |
| Natthanan Junkrajang | 100 m stylem dowolnym | 56,24      | 32.        | NQ       | NQ       | NQ    | NQ      | [ 71 ] [ 72 ] [ 73 ] |

### Strzelectwo
Mężczyźni
| Zawodnik            | Konkurencja                               | Kwalifikacje | Kwalifikacje | Finał  | Finał   | Źródło               |
| Zawodnik            | Konkurencja                               | Punkty       | Miejsce      | Punkty | Miejsce | Źródło               |
| ------------------- | ----------------------------------------- | ------------ | ------------ | ------ | ------- | -------------------- |
| Napis Tortungpanich | karabin pneumatyczny, 10 m                | 617,4        | 41.          | NQ     | NQ      | [ 74 ] [ 75 ] [ 76 ] |
| Napis Tortungpanich | karabin małokalibrowy, trzy postawy, 50 m | 1159         | 37.          | NQ     | NQ      | [ 77 ] [ 78 ] [ 79 ] |
| Napis Tortungpanich | karabin małokalibrowy leżąc, 50 m         | 620,9        | 29.          | NQ     | NQ      | [ 80 ] [ 81 ] [ 82 ] |
| Attapon Uea-aree    | karabin małokalibrowy leżąc, 50 m         | 625,3        | 7. Q         | 80,8   | 8.      | [ 80 ] [ 81 ] [ 82 ] |

Kobiety
| Zawodniczka           | Konkurencja                 | Kwalifikacje | Kwalifikacje | Półfinał | Półfinał | Finał  | Finał   | Źródło               |
| Zawodniczka           | Konkurencja                 | Punkty       | Miejsce      | Punkty   | Miejsce  | Punkty | Miejsce | Źródło               |
| --------------------- | --------------------------- | ------------ | ------------ | -------- | -------- | ------ | ------- | -------------------- |
| Pim-on Klaisuban      | pistolet pneumatyczny, 10 m | 373          | 39.          | —        | —        | NQ     | NQ      | [ 83 ] [ 84 ] [ 85 ] |
| Pim-on Klaisuban      | pistolet sportowy, 25 m     | 575          | 23.          | NQ       | NQ       | NQ     | NQ      | [ 86 ] [ 87 ] [ 88 ] |
| Tanyaporn Prucksakorn | pistolet pneumatyczny, 10 m | 378          | 27.          | —        | —        | NQ     | NQ      | [ 83 ] [ 84 ] [ 85 ] |
| Tanyaporn Prucksakorn | pistolet sportowy, 25 m     | 568          | 32.          | NQ       | NQ       | NQ     | NQ      | [ 86 ] [ 87 ] [ 88 ] |
| Sutiya Jiewchaloemmit | skeet                       | 68           | 10.          | NQ       | NQ       | NQ     | NQ      | [ 89 ] [ 90 ] [ 91 ] |

### Taekwondo
Mężczyźni
| Zawodnik      | Konkurencja | 1/16             | Ćwierćfinał      | Półfinał         | Repasaż          | Finał/BM         | Finał/BM | Źródło            |
| Zawodnik      | Konkurencja | Przeciwnik Wynik | Przeciwnik Wynik | Przeciwnik Wynik | Przeciwnik Wynik | Przeciwnik Wynik | Pozycja  | Źródło            |
| ------------- | ----------- | ---------------- | ---------------- | ---------------- | ---------------- | ---------------- | -------- | ----------------- |
| Tawin Hanprab | - 58 kg     | Kim T-h W 12-10  | Khalil W 11-9    | Pié W 11-7       | BYE              | Zhao P 4-6       | 2.       | [ 7 ] [ 8 ] [ 9 ] |

Kobiety
| Zawodniczka            | Konkurencja | 1/16                | Ćwierćfinał         | Półfinał            | Repasaż             | Finał/BM            | Finał/BM | Źródło               |
| Zawodniczka            | Konkurencja | Przeciwniczka Wynik | Przeciwniczka Wynik | Przeciwniczka Wynik | Przeciwniczka Wynik | Przeciwniczka Wynik | Pozycja  | Źródło               |
| ---------------------- | ----------- | ------------------- | ------------------- | ------------------- | ------------------- | ------------------- | -------- | -------------------- |
| Panipak Wongpattanakit | - 49 kg     | Andrade W 18-6      | Kim S-h P 5-6       | NQ                  | Diez W 4-2          | Manjarrez W 15-3    | 3.       | [ 12 ] [ 13 ] [ 14 ] |
| Phannapa Harnsujin     | - 57 kg     | Gómez P 5-6         | NQ                  | NQ                  | Alizade P 10-14     | NQ                  | 7.       | [ 92 ] [ 93 ] [ 94 ] |

### Tenis stołowy
Mężczyźni
| Zawodnik                  | Konkurencja | Eliminacje       | Runda 1          | Runda 2          | Runda 3          | Runda 4          | Ćwierćfinały     | Półfinały        | Finał/BM         | Finał/BM | Źródło               |
| Zawodnik                  | Konkurencja | Przeciwnik Wynik | Przeciwnik Wynik | Przeciwnik Wynik | Przeciwnik Wynik | Przeciwnik Wynik | Przeciwnik Wynik | Przeciwnik Wynik | Przeciwnik Wynik | Pozycja  | Źródło               |
| ------------------------- | ----------- | ---------------- | ---------------- | ---------------- | ---------------- | ---------------- | ---------------- | ---------------- | ---------------- | -------- | -------------------- |
| Padasak Tanviriyavechakul | singel      | BYE              | Ghosh W 4-2      | Gionis P 0-4     | NQ               | NQ               | NQ               | NQ               | NQ               | NQ       | [ 95 ] [ 96 ] [ 97 ] |

Kobiety
| Zawodniczka          | Konkurencja | Eliminacje          | Runda 1             | Runda 2             | Runda 3             | Runda 4             | Ćwierćfinały        | Półfinały           | Finał/BM            | Finał/BM | Źródło                |
| Zawodniczka          | Konkurencja | Przeciwniczka Wynik | Przeciwniczka Wynik | Przeciwniczka Wynik | Przeciwniczka Wynik | Przeciwniczka Wynik | Przeciwniczka Wynik | Przeciwniczka Wynik | Przeciwniczka Wynik | Pozycja  | Źródło                |
| -------------------- | ----------- | ------------------- | ------------------- | ------------------- | ------------------- | ------------------- | ------------------- | ------------------- | ------------------- | -------- | --------------------- |
| Nanthana Komwong     | singel      | BYE                 | Meshref W 4-1       | Yu W 4-3            | Han P 0-4           | NQ                  | NQ                  | NQ                  | NQ                  | NQ       | [ 98 ] [ 99 ] [ 100 ] |
| Suthasini Sawettabut | singel      | BYE                 | Han W 4-3           | Li P 2-4            | NQ                  | NQ                  | NQ                  | NQ                  | NQ                  | NQ       | [ 98 ] [ 99 ] [ 100 ] |

### Tenis ziemny
Mężczyźni
| Zawodnicy                             | Konkurencja  | 1/16                        | 1/8               | Ćwierćfinał       | Półfinał          | Finał/BM          | Finał/BM | Źródło                  |
| Zawodnicy                             | Konkurencja  | Przeciwnicy Wynik           | Przeciwnicy Wynik | Przeciwnicy Wynik | Przeciwnicy Wynik | Przeciwnicy Wynik | Pozycja  | Źródło                  |
| ------------------------------------- | ------------ | --------------------------- | ----------------- | ----------------- | ----------------- | ----------------- | -------- | ----------------------- |
| Sanchai Ratiwatana Sonchat Ratiwatana | gra podwójna | Melo Soares P 0:6, 6:7(1:7) | NQ                | NQ                | NQ                | NQ                | NQ       | [ 101 ] [ 102 ] [ 103 ] |

### Podnoszenie ciężarów
Mężczyźni
| Zawodnik             | Konkurencja | Rwanie | Rwanie  | Podrzut | Podrzut | Razem  | Pozycja | Źródło                |
| Zawodnik             | Konkurencja | Wynik  | Pozycja | Wynik   | Pozycja | Razem  | Pozycja | Źródło                |
| -------------------- | ----------- | ------ | ------- | ------- | ------- | ------ | ------- | --------------------- |
| Sinphet Kruaithong   | 56 kg       | 132 kg | 3.      | 157 kg  | 3.      | 289 kg | 3.      | [ 2 ] [ 10 ] [ 11 ]   |
| Witoon Mingmoon      | 56 kg       | 113 kg | 11.     | 148 kg  | 7.      | 261 kg | 9.      | [ 2 ] [ 10 ] [ 11 ]   |
| Tairat Bunsuk        | 69 kg       | 137 kg | 17.     | 179 kg  | 8.      | 316 kg | 12.     | [ 2 ] [ 104 ] [ 105 ] |
| Chatuphum Chinnawong | 77 kg       | 165 kg | 4.      | 191 kg  | 6.      | 356 kg | 4.      | [ 2 ] [ 106 ] [ 107 ] |
| Dienis Ułanow        | 85 kg       | 177 kg | 3.      | 213 kg  | 4.      | 390 kg | 4.      | [ 2 ] [ 108 ] [ 109 ] |

Kobiety
| Zawodniczka      | Konkurencja | Rwanie | Rwanie  | Podrzut | Podrzut | Razem  | Pozycja | Źródło                |
| Zawodniczka      | Konkurencja | Wynik  | Pozycja | Wynik   | Pozycja | Razem  | Pozycja | Źródło                |
| ---------------- | ----------- | ------ | ------- | ------- | ------- | ------ | ------- | --------------------- |
| Sopita Tanasan   | 48 kg       | 92 kg  | 1.      | 108 kg  | 1.      | 200 kg | 1.      | [ 2 ] [ 3 ] [ 4 ]     |
| Pimsiri Sirikaew | 58 kg       | 102 kg | 2.      | 130 kg  | 2.      | 232 kg | 2.      | [ 2 ] [ 5 ] [ 6 ]     |
| Sukanya Srisurat | 58 kg       | 110 kg | 1.      | 130 kg  | 1.      | 240 kg | 1.      | [ 2 ] [ 5 ] [ 6 ]     |
| Rattikan Gulnoi  | 63 kg       | 108 kg | 3.      | 132 kg  | DNF     | 108 kg | DNF     | [ 2 ] [ 110 ] [ 111 ] |

### Wioślarstwo
Mężczyźni
| Zawodnik        | Konkurencja | Eliminacje | Eliminacje | Ćwierćfinał | Ćwierćfinał | Repasaże | Repasaże | Półfinał | Półfinał | Finał   | Finał   | Pozycja | Źródło                  |
| Zawodnik        | Konkurencja | Czas       | Miejsce    | Czas        | Miejsce     | Czas     | Miejsce  | Czas     | Miejsce  | Czas    | Miejsce | Pozycja | Źródło                  |
| --------------- | ----------- | ---------- | ---------- | ----------- | ----------- | -------- | -------- | -------- | -------- | ------- | ------- | ------- | ----------------------- |
| Jaruwat Saensuk | jedynka     | 7:25,06    | 4. R       | 7:16,39     | 3. S E/F    | BYE      | BYE      | 7:54,38  | 1. FE    | 7:49,86 | 2.      | 26.     | [ 112 ] [ 113 ] [ 114 ] |

Kobiety
| Zawodniczka          | Konkurencja | Eliminacje | Eliminacje | Ćwierćfinał | Ćwierćfinał | Repasaże | Repasaże | Półfinał | Półfinał | Finał   | Finał   | Pozycja | Źródło                  |
| Zawodniczka          | Konkurencja | Czas       | Miejsce    | Czas        | Miejsce     | Czas     | Miejsce  | Czas     | Miejsce  | Czas    | Miejsce | Pozycja | Źródło                  |
| -------------------- | ----------- | ---------- | ---------- | ----------- | ----------- | -------- | -------- | -------- | -------- | ------- | ------- | ------- | ----------------------- |
| Phuttharaksa Neegree | jedynka     | 9:17,95    | 4. R       | 8:07,92     | 4. S E/F    | BYE      | BYE      | 8:51,99  | 3. FE    | 8:41,34 | 3.      | 27.     | [ 115 ] [ 116 ] [ 117 ] |

### Żeglarstwo
Mężczyźni
| Zawodnik                 | Konkurencja | Wyścig | Wyścig | Wyścig | Wyścig | Wyścig | Wyścig | Wyścig | Wyścig | Wyścig | Wyścig | Wyścig | Wyścig | Wyścig | Punkty | Finałowa pozycja | Źródło                  |
| Zawodnik                 | Konkurencja | 1      | 2      | 3      | 4      | 5      | 6      | 7      | 8      | 9      | 10     | 11     | 12     | M      | Punkty | Finałowa pozycja | Źródło                  |
| ------------------------ | ----------- | ------ | ------ | ------ | ------ | ------ | ------ | ------ | ------ | ------ | ------ | ------ | ------ | ------ | ------ | ---------------- | ----------------------- |
| Natthaphong Phonoppharat | RS:X        | 31     | 29     | 32     | 14     | 37     | 21     | 30     | 24     | 25     | 25     | 28     | 27     | NQ     | 287    | 29.              | [ 118 ] [ 119 ] [ 120 ] |
| Keerati Bualong          | Laser       | 25     | 38     | 37     | 32     | 38     | 39     | 35     | 18     | 27     | 47     | n\a    | n\a    | NQ     | 287    | 37.              | [ 118 ] [ 121 ] [ 122 ] |

Kobiety
| Zawodniczka            | Konkurencja  | Wyścig | Wyścig | Wyścig | Wyścig | Wyścig | Wyścig | Wyścig | Wyścig | Wyścig | Wyścig | Wyścig | Wyścig | Wyścig | Punkty | Finałowa pozycja | Źródło                  |
| Zawodniczka            | Konkurencja  | 1      | 2      | 3      | 4      | 5      | 6      | 7      | 8      | 9      | 10     | 11     | 12     | M      | Punkty | Finałowa pozycja | Źródło                  |
| ---------------------- | ------------ | ------ | ------ | ------ | ------ | ------ | ------ | ------ | ------ | ------ | ------ | ------ | ------ | ------ | ------ | ---------------- | ----------------------- |
| Siripon Kaewduang-Ngam | RS:X         | 19     | 23     | 22     | 18     | 11     | 2      | 27     | 7      | 18     | 14     | 15     | 17     | NQ     | 166    | 18.              | [ 118 ] [ 123 ] [ 124 ] |
| Kamolwan Chanyim       | Laser Radial | 25     | 27     | 28     | 31     | 32     | 34     | 30     | 31     | 38     | 31     | n\a    | n\a    | NQ     | 268    | 32.              | [ 118 ] [ 125 ] [ 126 ] |